# ايرينا كرزيويكا
إيرينا كرزيويكا (28 مايو 1899 – 12 يوليو 1994) ناشطة نسوية بولندية وكاتبة ومترجمة وناشطة في مجال حقوق المرأة، روجت للتربية الجنسية ووسائل منع الحمل وتنظيم الأسرة .

## سيرة

### حياتها المبكرة
ولدت كرزيويكا في عائلة من المثقفين اليساريين اليهود البولنديين. كان والداها ناشطين اشتراكيين منفيين إلى سيبيريا حيث ولدت إيرينا. والدها ستانيسلاف جولدبرج كان طبيبًا، أما والدتها فكانت طبيبة أسنان. أصيب والد إيرينا في المنفى بالسل وتوفي بعد ثلاث سنوات من عودتهم إلى بولندا. نشأت كرزيويكا بروح التسامح والعقلانية على يد والدتها التي كانت تحب الأدب البولندي.
تخرجت كرزيويكا من جامعة وارسو في عام 1922 بدرجة في اللغة البولندية. لم تتمكن من إكمال أطروحتها للدكتوراه بسبب خلاف مع مشرفها. خلال فترة دراستها في الجامعة نشرت مقالها الأول بعنوان Kiść bzu (رش من الليلك).

### الأنشطة النسوية
كانت كرزيويكا مؤلفة للعديد من الروايات والأعمال المترجمة لـ هربرت جورج ويلز، وماكس فريش، وفريدريش دورنمات. كان لقاءها بتاديوس بوي-زيلينسكي بمثابة لحظة حاسمة في حياتها حيث وقعت في حبه وأقامت علاقة رومانسية معه. إن عمل كرزيويكا في نشر المعرفة حول التربية الجنسية وتنظيم النسل جعلها أشهر نسوية في بولندا قبل الحرب. اعتبرت مثيرة للجدل لمناقشتها علنًا لموضوعات مثل الإجهاض والجنسانية النسائية والمثلية الجنسية.
أسست كرزيويكا وبوي-زيلينسكي عيادة في وارسو تقدم معلومات مجانية عن تنظيم الأسرة، وقد أثارت هذه المبادرة انتقادات من جانب النشطاء اليمينيين الذين اتهموا كرزيويكا بـ"الإضرار بالأمة". بالإضافة إلى ذلك، واجهت كرزيويكا معارضة من كتاب ليبراليين مثل يان ليتشون، وماريا دابروفسكا، وياروسلاف إيفاشكيفيتش، الذين اعترضوا على هيمنة الموضوعات الجنسية في أعمالها.